# Elecciones al Parlamento Europeo de 2004 (Suecia)
En las elecciones al Parlamento Europeo de 2004 en Suecia, celebradas en junio, se escogió a los representantes de dicho país para la sexta legislatura del Parlamento Europeo. El número de escaños asignado a Suecia pasó de 22 a 21.

## Resultados
| Datos de participación | Datos de participación | Datos de participación |
| ---------------------- | ---------------------- | ---------------------- |
| Censo electoral        | 6.827.870              | 100%                   |
| Votantes               | 2.584.464              | 37,9                   |
| Abstención             | 4.243.406              | 62,1                   |
| A candidatura          | 2.512.069              |                        |

| ← Elecciones al Parlamento Europeo de 2004 → |         |       |         |
| Partido                                      | Votos   | %     | Escaños |
| Partido Socialdemócrata Obrero de Suecia (S) | 616.963 | 24,56 | 5       |
| Partido Moderado (M)                         | 458.398 | 18,25 | 4       |
| Lista de Junio (JL)                          | 363.472 | 14,47 | 3       |
| Partido de la Izquierda (V)                  | 321.344 | 12,79 | 2       |
| Partido Popular Liberal (Fp)                 | 247.750 | 9,86  | 2       |
| Partido de Centro (C)                        | 157.258 | 6,26  | 1       |
| Partido Verde (Mp)                           | 149.603 | 5,96  | 1       |
| Demócratas Cristianos (Kd)                   | 142.704 | 5,68  | 1       |
| Demócratas de Suecia (SD)                    | 28.303  | 1,13  | 0       |
| Otros                                        | 26.274  | 1,0   | 0       |